# Thomas Magnusson (Fußballspieler)
Thomas Magnusson (* 25. Januar 1978 in Helsingborg) ist ein schwedischer Fußballspieler. Der Innenverteidiger, der seine Laufbahn in Schweden und Italien bestritt, kam 2001 zu einem Einsatz in der schwedischen Nationalmannschaft.

## Werdegang
Magnusson begann mit dem Fußballspielen bei Stavstens IF. 1996 wechselte der Abwehrspieler zu Trelleborgs FF. Für den Verein lief er in der Allsvenskan auf und spielte sich durch konstante Leistungen in den Kader der schwedischen Nationalmannschaft. Am 1. Februar 2001 kam Magnusson zu seinem einzigen Länderspieleinsatz für Schweden. Mit einer vor allem aus Neulingen wie Benjamin Kibebe, Martin Ulander, Kennedy Bakırcıoğlu oder Mathias Florén zusammengestellten Auswahlmannschaft verlor er durch ein Tor von Timo Marjamaa gegen Finnland mit 0:1.
Am Ende der Spielzeit 2001 musste Magnusson mit seinem Klub in die Superettan absteigen, dem er in der Zweitklassigkeit die Treue hielt. In der Zweitligaspielzeit 2003 gelang ihm mit der Mannschaft die Rückkehr in die Erstklassigkeit. Nach einer Spielzeit im Oberhaus, in der er als Stammspieler in 22 der 26 Saisonspiele zum Einsatz gekommen war, wurde sein Vertrag beim Klub nicht mehr verlängert. Dem ablösefreien Spieler lagen daraufhin Angebote vor, unter anderem auch aus der deutschen Bundesliga von Arminia Bielefeld.
Nach einigen erfolglosen Probetrainings schloss sich Magnusson dem Drittligisten Höllvikens GIF an. Nach einer Spielzeit wechselte er eine Klasse höher und landete beim Zweitligisten IFK Norrköping, wo er einen Dreijahreskontrakt unterschrieb. Als Stammspieler in der Verteidigung trug er in der Spielzeit 2007 zur Zweitligameisterschaft und damit zur Rückkehr des Klubs in die Allsvenskan bei. Auch in der ersten Liga gehörte er über weite Strecken der Saison zum Stammpersonal, konnte jedoch den direkten Wiederabstieg als Tabellenletzter nicht verhindern.
Nach Ablauf seines Vertrages bei IFK Norrköping verließ Magnusson den Absteiger und heuerte bei IK Sleipner an, der in die Division 1 aufgestiegen war. Mit der Mannschaft überraschte er als Aufsteiger in der Drittligaspielzeit 2009 und verpasste als Tabellendritter den Durchmarsch in die Superettan nur knapp. Über seine persönliche Bekanntschaft mit einem Spieleragenten entstand Kontakt zum italienischen Klub Taranto Sport. Beim Drittligisten unterschrieb er im Januar 2010 einen Kontrakt mit zweieinhalb Jahren Laufzeit, da er jedoch bei IKS einen gültigen Vertrag besaß, musste er die fällige Ablösesumme aus eigener Tasche bezahlen. Bei seinem neuen Verein, der mit Jonatan Berg einen weiteren Schweden verpflichtete, kam er jedoch nicht zum Einsatz und im Sommer des Jahres löste der Klub seinen Vertrag auf. Hatte er bei seinem Abgang aus Norrköping noch gesagt, aufgrund der Umstände um das Bestehen des Vereins auf einer Ablösesumme, die er letztlich selbst bezahlt hatte, nicht mehr für IK Sleipner auflaufen zu wollen, kehrte er im März 2011 dennoch nach dem unglücklichen Italienaufenthalt und einer Phase der Vereinslosigkeit zum Klub zurück. Dort stand er eine Spielzeit im Kader und wurde mit dem Drittligisten Tabellensiebter der Südstaffel der Division 1.
Nach seiner Hochzeit nahm er den Familiennamen seiner Frau an und hieß nun Thomas Lindh.